# Nazionale maschile di calcio di Porto Rico
La nazionale di calcio di Porto Rico (spagnolo: Selección de fútbol de Puerto Rico, inglese: Puerto Rico national football team) è la rappresentativa calcistica nazionale dell'omonimo paese centroamericano, posta sotto l'egida della Federación Puertorriqueña de Fútbol ed affiliata alla CONCACAF.
Nel ranking FIFA ha raggiunto al massimo la 97ª posizione nel marzo 1994, ma dal 2000 alla fine del 2007 ha occupato stabilmente i posti intorno al 200º. Occupa la 178ª posizione del ranking FIFA.
L'unica competizione internazionale della quale ha raggiunto la fase finale è la Coppa dei Caraibi, nel 1981 (in qualità di organizzatrice) e nel 1993.

## Sommario
Legenda: Grassetto: Risultato migliore, Corsivo: Mancate partecipazioni

## Rosa attuale
Lista dei giocatori convocati per le sfide contro Bahamas e Guyana, valevoli per le qualificazioni al campionato mondiale di calcio 2022.
| - | P | Ángel Molinari       | 18 luglio 2000    | 3  | 0 | Satélite Norte FC         |  |  |
| - | P | Joel Serrano         | 17 maggio 1999    | 0  | 0 | Mercy College Mavericks   |  |  |
| - | P | Johan Rodríguez      |                   | 0  | 0 | FC Delco                  |  |  |
|   |   |                      |                   |    |   |                           |  |  |
| - | D | Jan Carlos Mateo     | 31 gennaio 2003   | 3  | 0 | Oriente Petrolero         |  |  |
| - | D | Callum Stretch       | 19 settembre 1999 | 2  | 0 | Indiana Hoosiers          |  |  |
| - | D | Daniel Rosario       | 10 aprile 2002    | 4  | 0 | Orlando City B            |  |  |
| - | D | Darren Ríos          | 14 ottobre 1995   | 9  | 0 | Satélite Norte FC         |  |  |
| - | D | Giovanni Padrón      | 15 aprile 1998    | 5  | 1 | Nashville Knights FC      |  |  |
| - | D | Giovanni Calderón    | 8 febbraio 2002   | 3  | 0 | Hartford Athletic         |  |  |
| - | D | Joshua Calderón      | 11 settembre 1996 | 7  | 0 | Satélite Norte FC         |  |  |
| - | D | Nicolás Cardona      | 11 febbraio 1999  | 4  | 0 | Hartford Athletic         |  |  |
| - | D | Rodolfo Sulia        | 8 agosto 2002     | 6  | 0 | Satélite Norte FC         |  |  |
| - | D | Zarek Valentin       | 6 agosto 1991     | 0  | 0 | Houston Dynamo            |  |  |
| - | D | Colby Quiñones       | 14 aprile 2003    | 0  | 0 | New England Revolution II |  |  |
|   |   |                      |                   |    |   |                           |  |  |
| - | C | Raúl González III    | 23 settembre 1994 | 4  | 0 | Memphis 901               |  |  |
| - | C | Devin Vega           | 28 dicembre 1998  | 6  | 1 | Real Monarchs             |  |  |
| - | C | Gadiel Santiago      |                   | 0  | 0 | Municipal Santa Ana       |  |  |
| - | C | Gerald Díaz          | 23 marzo 1999     | 10 | 1 | Bayamón                   |  |  |
| - | C | Isaac Angking        | 24 gennaio 2000   | 4  | 0 | svincolato                |  |  |
| - | C | Jaden Servania       | 16 luglio 2001    | 4  | 0 | Birmingham Legion FC      |  |  |
| - | C | Jordan Saling        |                   | 0  | 0 | svincolato                |  |  |
| - | C | Juan Ignacio O'Neill | 12 luglio 1998    | 8  | 0 | Santa Clara Broncos       |  |  |
| - | C | Ryan López           | 12 aprile 1998    | 0  | 0 | Cleveland SC              |  |  |
|   |   |                      |                   |    |   |                           |  |  |
| - | A | Kevin Hernández      | 8 luglio 1999     | 4  | 0 | Satélite Norte FC         |  |  |
| - | A | Wilfredo Rivera      | 14 ottobre 2003   | 4  | 0 | Orlando City              |  |  |
| - | A | Alec Díaz            | 7 dicembre 2001   | 5  | 0 | Tacoma Defiance           |  |  |
| - | A | Eli Carr             | 1º gennaio 2001   | 1  | 0 | Longwood Lancers          |  |  |
| - | A | Ricardo Rivera       | 17 aprile 1997    | 11 | 3 | Vilamarxant CF            |  |  |
| - | A | Sidney Rivera        | 15 novembre 1993  | 10 | 3 | Morris Elite SC           |  |  |
| - | A | Lester Hayes         | 19 settembre 1993 | 1  | 1 | El Palo                   |  |  |